# Carnaubeira da Penha
Carnaubeira da Penha est une municipalité brésilienne située dans l'État du Pernambouc.